# 치아파데코르소

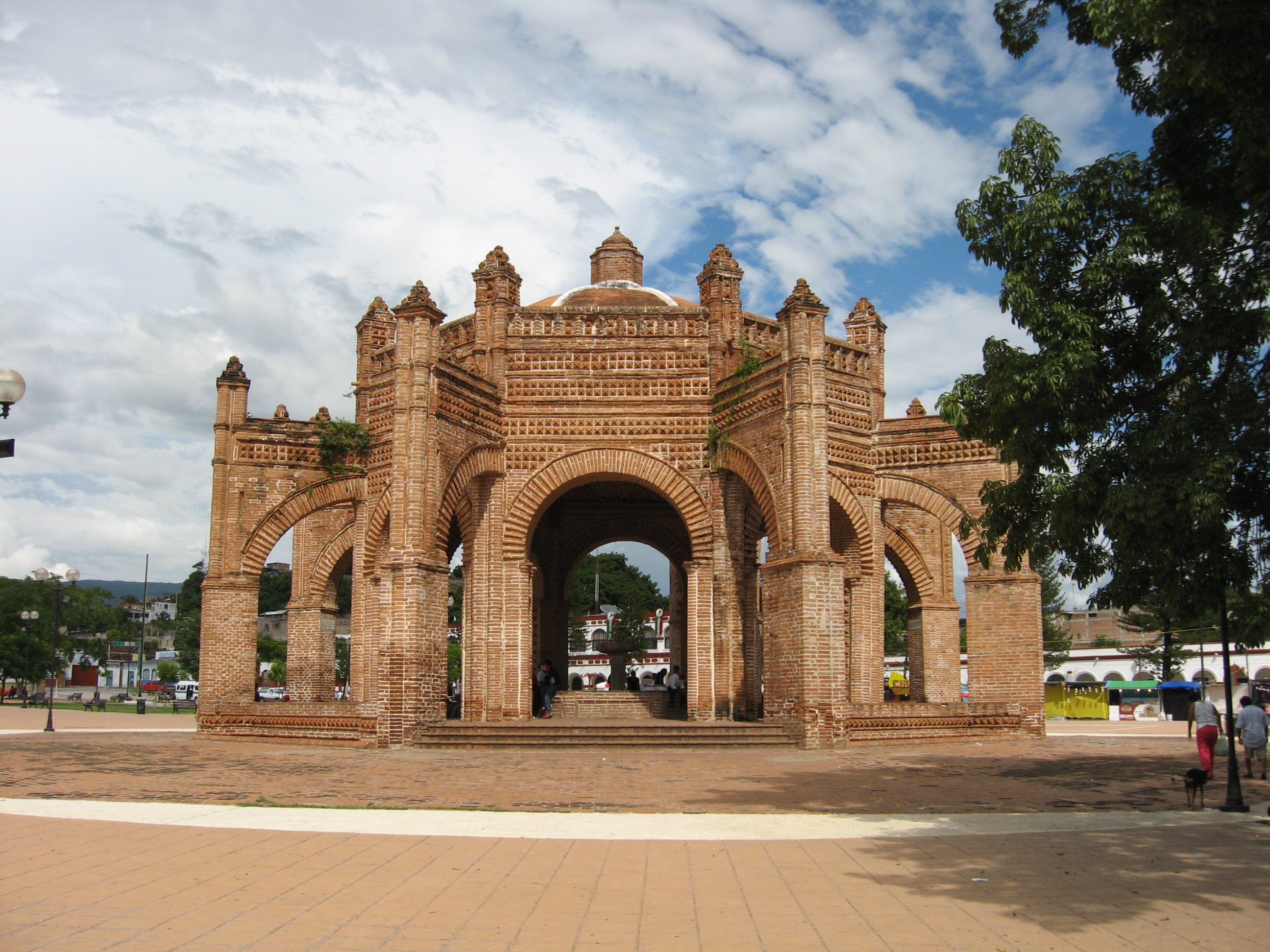
치아파데코르소

치아파데코르소(스페인어: Chiapa de Corzo)는 멕시코 치아파스주에 위치한 도시로 면적은 906.7km2, 높이는 420m, 인구는 87,603명(2010년 기준)이다. 이 곳에서 열리는 신년 축제의 춤은 2010년 유네스코 인류무형문화유산으로 지정되었다.